# Andrena gamskrucki
Andrena gamskrucki är en biart som beskrevs av Warncke 1965. Andrena gamskrucki ingår i släktet sandbin, och familjen grävbin. Inga underarter finns listade i Catalogue of Life.